# 郷土史
郷土史（きょうどし、英: Local history）とは、ある一地方の歴史を調査・研究していく歴史学や刊行物。郷土史の研究者を郷土史家または郷土史研究家と呼ぶ。
日本語の「郷土」の語自体は、中国の古典『列子』『晋書』に淵源をもつ漢語である。

## 欧州の郷土史学
教育学者であるヨハン・ハインリヒ・ペスタロッチは、目的論的立場と方法論的立場の2つの方向性から郷土に関して論じた。このうち目的論的立場を継承したのがエドゥアルト・シュプランガーであり、多義的であった郷土概念に教育学的意義を与えたといわれている。
第一次世界大戦に敗れた後のドイツ（ヴァイマル共和政）では国家復興の気力の養成として郷土科（ハイマートクンデ、Heimatkunde）が設けられた。郷土科はヴァイマル期初期に設置された基礎学校の科目の一つである。しかし、1960年代後半から1970年代初頭の教育改革論議において、それまでの郷土科教育は非現代的な教育内容、不合理な郷土概念像、自然科学との貧弱な繋りなどが批判を受けた。

## 日本の郷土史学
日本の学校教育では1881年（明治14年）の小学校教則要綱地理科で初めて「郷土」の語が使用された。さらに大正時代には郷土科が設置されたが、本格的な郷土教育は1929年（昭和4年）に始まった。当時の日本は昭和恐慌の直後で、ドイツの郷土科を参考に農村の自立更生を目的とした郷土教育が強調された。
太平洋戦争後、排他的な愛国教育との結びつきに対する反省から、郷土史は社会科という教科の中で組み込まれた。昭和40年代になると高度経済成長とともに客観的な知識の習得が推奨されるようになり、小・中学校社会科『学習指導要領』でも「郷土」が曖昧な概念として避けられ「地域」に置き換えられるようになった。このような動きのほか「郷土」は流動的で曖昧な概念で避けるべきという「郷土回避論」もみられた。しかし、郷土を出発点として、様々な教科に発展させようと試みる「郷土教育」は残り続けている。
現在、全国各地に「○×郷土史研究会」「○×地方史研究会」「○×地域史研究会」と名乗る研究団体が多数存在するが、名称の違いはその会が成立した時期によることが多く、研究内容、目的、手法が違うということはあまりない。また、それらの会の多くは、地方大学の歴史学者が主体となり、その教え子の地元社会科教員、学生、地方公共団体の社会教育担当職員、地方博物館学芸員などが構成員となっていることが多い。また、これらの研究者や研究会が自治体史、小学校の社会科で使用される地域副読本などの編纂、執筆を行っていることが多い。

### 問題点

#### 研究成果の信憑性
在野の郷土史家は、研究上のルールについて理解していなかったり、学術研究に必要な能力を欠いていたりする者が多く、その研究成果が疑問視される場合も少なくない。また、学術的な裏付けがない郷土史研究が「ロマンがある」などの理由から大々的に取り上げられ、地域の宣伝や町おこしのために利用されている事例も確認されている。
馬部隆弘は在野の郷土史家からのTweetを分析し、「議論に根拠がない」「史料の一部分しか読めていない」「批判と誹謗中傷を理解していない」「歴史研究でありながら、くずし字の読解能力がない」といった問題点を抽出している。また、自身の体験談として、かつて大阪府枚方市が発行した小学校副読本の内容に偽史が含まれると指摘したところ、編集担当者に「史実でなくてもいいから、子供たちが地元の歴史に関心を持つことのほうが大事」と返答されたという。
富山大学の大野圭介は、日本古代の郷土史研究を例に取り、信憑性のない研究の特徴として「著者が雑誌に発表した論文がない」「著者がその分野について専門的に学んだ経験がない」「やたらセンセーショナルな文句が多い」「論調が攻撃的である」「引用文献がない」といった事例を挙げ、「そのような信用できない"研究成果"は単なる「研究ごっこ」に過ぎない」と批判し、「（未熟なアマチュアは）史料を読むための『技術』を習得しないまま、いきなり大それたことをしようとする」「大半のアマチュアは『プロが積んだ努力を軽蔑し、自分勝手なルールを振りかざす』から（プロの学者から）無視される」と述べている。
白峰旬は、ある郷土史家が書いた関ヶ原合戦に関する自費出版物を例に取り、「史料の原文を誤読している箇所や、史料の内容を現代語訳して解説を加える際に恣意的な拡大解釈をした箇所があり、見解として成立しない点が多くあること」「特に新説を発表する際は、どこまでが先行研究で指摘されていることで、どこからが自身のオリジナルの考え（新説）なのかを線引きして提示する必要があるが、それが出来ていないこと」などの問題点を指摘している。
一方で、小二田誠二は、郷土史は「科学的な検証に耐えられないものも含めて、そこに生きる人たちのアイデンティティの表出である」と定義し、「史実の検証は大事だけれど、そこに「正しい学問」の介入できない領域が存在すること」を認めておくことが重要と述べている。

#### 自治体史における著作権
地元の歴史を、地方自治体やその教育委員会が自治体史として刊行することも多く、市町村合併や研究の進展、現代までの時代経過を反映させるため数十年を経て改定されることもある。自治体が執筆者に著作権の譲渡を求めて反対されたり、古い自治体史では著作権の所在が不明になっていたりする問題が起きている。